# Arturo Fernández
Arturo Fernández Meyzán (ur. 3 lutego 1906 w San Vicente de Cañete, zm. 27 listopada 1999 w Limie) – piłkarz peruwiański, obrońca. Później trener. Brat Teodoro Fernándeza.
Urodzony w San Vicente de Cañete Fernández karierę piłkarską rozpoczął w 1926 roku w klubie Ciclista Lima, skąd później przeniósł się do klubu Universitario Lima, w którym grał do końca swej kariery.
Jako gracz Universitario wchodził w skład reprezentacji Peru podczas finałów pierwszych mistrzostw świata w 1930 roku. Drużyna odpadła w fazie grupowej, a Fernández nie zagrał w żadnym meczu.
Jako piłkarz klubu Universitario wziął udział w turnieju Copa América 1935, gdzie Peru zajęło trzecie miejsce. Fernández zagrał we wszystkich trzech meczach – z Urugwajem, Argentyną i Chile.
Rok później wziął udział w igrzyskach olimpijskich w 1936 roku, gdzie zagrał w dwóch meczach – z Finlandią i Austrią. Bardzo dobrze grająca drużyna Peru po zwycięstwie nad Austrią znalazła się w najlepszej czwórce turnieju, ale gdy komisja regulaminowa anulowała wynik meczu z Austriakami, nakazując jego powtórzenie, Peruwiańczycy na znak protestu wycofali się z turnieju.
Następnie wziął udział w nieudanym turnieju Copa América 1937, gdzie Peru zajęło ostatnie, szóste miejsce. Fernández zagrał we wszystkich pięciu meczach – z Brazylią, Urugwajem, Argentyną, Chile i Paragwajem.
Wciąż jako gracz klubu Universitario wziął udział w turnieju Copa América 1939, gdzie Peru zdobyło mistrzostwo Ameryki Południowej. Fernández zagrał we wszystkich czterech meczach – z Ekwadorem, Chile, Paragwajem i Urugwajem. Po mistrzostwach kontynentalnych zakończył karierę piłkarską i został trenerem.
Fernández w latach 1935–1939 rozegrał w reprezentacji Peru 18 meczów.
Jako trener Fernández poprowadził reprezentację Peru podczas turnieju Copa América 1949. Kierowany przez niego zespół zajął trzecie miejsce (za Brazylią i Paragwajem), odniósł 5 zwycięstw (4:0 z Kolumbią, 4:0 z Ekwadorem, 3:0 z Boliwią, 3:0 z Chile oraz 4:3 z Urugwajem) i przegrał 2 mecze (1:3 z Paragwajem i 1:7 z Brazylią).
Drugi raz kierował reprezentacją Peru podczas turnieju Copa América 1956, ale tym razem jego drużyna zajęła ostatnie, szóstem miejsce. Zespół Fernándeza nie wygrał ani jednego meczu, tylko raz zremisował (1:1 z Paragwajem) oraz poniósł 4 porażki (1:2 z Argentyną, 0:2 z Urugwajem, 1:2 z Brazylią i 3:4 z Chile).
Trenował także drużynę klubu Universitario, który doprowadził do czterech tytułów mistrza Peru – w 1941, 1945, 1946 i 1949.
Zmarł 27 listopada 1999 roku w Limie.